# 帕利瑟群島

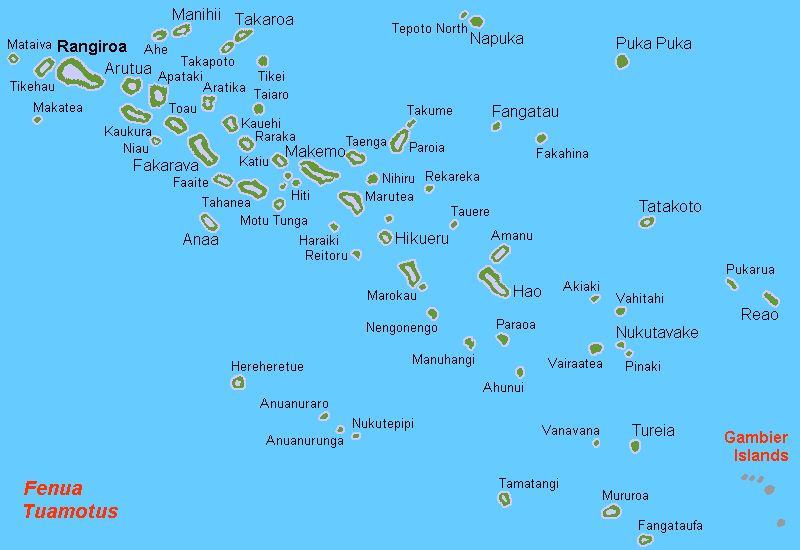

帕利瑟群島（法語：Îles Palliser）是南太平洋法屬波利尼西亞的群島，屬於土阿莫土群島的一部分，由10個環礁組成，面積202.8平方公里，2007年人口6,076。歐洲人在1774年4月19日首次發現該群島。该群岛发现者詹姆斯·庫克船长将该其名为“帕利瑟群岛” ，以纪念海军上将休·帕利瑟爵士。
该群岛由以下环礁和岛屿组成：
- 阿帕塔基環礁（Apataki）
- 阿魯圖阿環礁（Arutua）
- 法卡拉瓦環礁（Fakarava）
- 考庫拉環礁（Kaukura）
- 馬塔伊瓦環礁（Mataiva）
- 朗伊罗阿环礁（Rangiroa）
- 馬卡泰阿島（Makatea）
- 蒂凯豪环礁（Tikehau）
- 托奧環礁（Toau）

其中阿鲁图阿环礁、阿帕塔基环礁和考库拉环礁由阿鲁图阿市镇管辖，法卡拉瓦环礁和托奥环礁由法卡拉瓦市镇管辖，朗伊罗阿环礁、蒂凯豪环礁、马塔伊瓦环礁和马卡泰阿岛由朗伊罗阿市镇管辖。